# 용산 트레이드센터
용산트레이드센터(영어: Yongsan Trade Center)는 대한민국 서울특별시 용산구 한강대로 42 (한강로3가)에 위치한 2019년 12월 17일에 사용승인된 용산 지역의 대표적인 프라임급 업무시설이다. 
BTS 소속사인 빅히트엔터테인먼트가 해당 건물을 본사 사옥으로 임대하고, 빅히트엔터테인먼트는 2020년 5월에 입주 예정이라고 2019년 7월 2일에 공식 발표하였다. 현재 서울의 중심부인 용산 지역의 랜드마크로 급부상 중이며, 노들섬(음악) 개발 및 용산역 지하 링크 등과 연계되어 새로운 K-POP의 중심으로 떠오를 것으로 예상되고 있다.
2.9미터 마감 층고의 사무실, 인텔리젼스 하부공조, 유럽연합의 환경인증을 통과한 유럽산 액세스플로우 등을 갖춘 센터코어 방식의 유리 커튼월 건물로 설계되었으며, 특히 2층, 3층 및 19층의 경우, 9.0 미터 정도의 높은 층고를 갖추고 있다. 시공은 LG 그룹의 건설 및 건물관리를 담당하고 있는 LG서브원 (현, 에스앤아이코퍼레이션)이 시공하였고 설계와 감리는 간삼종합건축에 진행함으로써 국내 대기업 사옥 수준의 품질을 유지하고 있다.